# Kanton Montpellier-3
Der Kanton Montpellier-3  ist seit 1790 ein französischer Wahlkreis im Arrondissement Montpellier, im Département Hérault und in der Region Okzitanien.
Der Kanton besteht aus dem östlichen Teil der Stadt Montpellier mit 54.287 Einwohnern (Stand: 2022):
Bis zur landesweiten Neuordnung der französischen Kantone im März 2015 besaß der Kanton Montpellier-3 den INSEE-Code 3424.